# Internet Explorer 1
Internet Explorer 1 (сокращённо IE1) — первая версия Internet Explorer, вышедшая 24 августа 1995 года. Это была переработанная версия браузера Spyglass Mosaic, лицензию на который приобрела Microsoft, как и многие другие компании, которые начали развитие браузера от Spyglass Inc.. Широкого распространения эта версия не имела.
Этот браузер был лицензирован Microsoft на условиях выплаты процента от продаж и фиксированной суммы каждый квартал.
Он поставлялся как обозреватель по умолчанию в Microsoft Plus! для Windows 95. Также предлагался для Windows 3.1.
Internet Explorer 1 больше не доступен для скачивания с Microsoft. Тем не менее, архивные версии программного обеспечения можно найти на различных сайтах.
Преемник IE1, обозреватель Internet Explorer 2, вышел в ноябре 1995 года.

## Возможности
Первая версия IE не поддерживала многие, являющиеся сегодня стандартом де-факто, возможности, вроде поддержки JS (появилась в IE2) и даже CSS (частично появилась в IE3).